# Dekanat Krasnystaw – Zachód
Dekanat Krasnystaw – Zachód – jeden z 28 dekanatów w rzymskokatolickiej archidiecezji lubelskiej.

## Parafie
W skład dekanatu wchodzi 10 parafii:
- parafia Przemienienia Pańskiego – Borowica
- parafia św. Stanisława BM – Gorzków
- parafia MB Pocieszenia – Krasnystaw
- parafia Trójcy Przenajświętszej – Krasnystaw
- parafia MB Częstochowskiej – Krupe
- parafia św. Bartłomieja – Łopiennik
- parafia NMP Matki Kościoła – Orchowiec
- parafia Miłosierdzia Bożego – Siennica Nadolna
- parafia Podwyższenia Krzyża Świętego – Stężyca Nadwieprzańska
- parafia MB Królowej Polski – Żulin

## Sąsiednie dekanaty
Chełm – Zachód, Krasnystaw – Wschód, Piaski, Siedliszcze, Turobin